# Шокшинское вепсское сельское поселение
Шо́кшинское ве́псское се́льское поселе́ние — муниципальное образование в Прионежском районе Республика Карелии Российской Федерации.
Административный центр — посёлок Кварцитный.
Граничит с Шелтозерским вепсским сельским поселением, Ладвинским и Деревянским сельскими поселениями.

## История
В 1994—2005 входило в состав Вепсской национальной волости — национального образования северных (прионежских) вепсов в составе Карелии.

## Население
| 2009 | 2010 | 2012 | 2013 | 2014 | 2015 | 2016 |
| ---- | ---- | ---- | ---- | ---- | ---- | ---- |
| 1079 | ↘974 | ↘969 | ↗976 | →976 | ↘965 | ↘953 |
| 2017 | 2018 | 2019 | 2020 | 2021 | 2023 |      |
| ↘927 | ↘914 | ↘910 | ↘865 | ↗939 | ↘862 |      |

## Населённые пункты
В сельское поселение входят 3 населённых пункта:
| № | Населённый пункт | Тип населённого пункта | Население | Вепсское название |
| - | ---------------- | ---------------------- | --------- | ----------------- |
| 1 | Кварцитный       | посёлок                | ↗808      | Kvarcitkülä       |
| 2 | Шокша            | село                   | ↗168      | Šokš              |
| 3 | Яшезеро          | деревня                | ↘0        | D’äšarv           |

Постановлением от 20 апреля 2017 года № 269-VI ЗС населённый пункт посёлок Устье был включён в состав населённого пункта посёлок Кварцитный.